# Crystal Castles (album 2008)
Crystal Castles (znany również jako (I)) - pierwszy album studyjny duetu Crystal Castles. CD gromadzi utwory z Alice Practice 7" 2006 r., dema z 2005 r., oraz nowe utwory nagrane na płytę. Album został wydany w Ameryce Północnej 18 marca 2008 roku oraz w Wielkiej Brytanii 28 kwietnia 2008 roku.

## Twórcy
- Alice Glass (wokal/teksty)
- Ethan Kath (muzyka/próby/produkcja)
- Matthew von Wagner (produkcja wokalu w 3 utworach: Alice Practice, Love and Caring, Xxzxcuzx Me)

## Lista utworów
| #   | Tytuł                     | Autorzy                                            |      |
| --- | ------------------------- | -------------------------------------------------- | ---- |
| 1.  | "Untrust Us"              | Ethan Kath, DFA79                                  | 3:06 |
| 2.  | "Alice Practice"          | Ethan Kath, Alice Glass                            | 2:42 |
| 3.  | "Crimewave"               | Ethan Kath, HEALTH                                 | 4:18 |
| 4.  | "Magic Spells"            | Ethan Kath                                         | 6:07 |
| 5.  | "Xxzxcuzx Me"             | Ethan Kath, Alice Glass                            | 1:54 |
| 6.  | "Air War"                 | Ethan Kath                                         | 4:12 |
| 7.  | "Courtship Dating"        | Ethan Kath, Alice Glass                            | 3:30 |
| 8.  | "Good Time"               | Ethan Kath, Drinking Electricity                   | 2:56 |
| 9.  | "1991"                    | Ethan Kath                                         | 1:53 |
| 10. | "Vanished"                | Ethan Kath, Van She                                | 4:02 |
| 11. | "Knights"                 | Ethan Kath                                         | 3:13 |
| 12. | "Love and Caring"         | Ethan Kath, Alice Glass, beat by Covox             | 2:18 |
| 13. | "Through the Hosiery"     | Aguilera, Martin, DioGuardi, Sheyne, Frank, Kipner | 3:07 |
| 14. | "Reckless"                | Ethan Kath                                         | 3:28 |
| 15. | "Black Panther"           | Ethan Kath, Alice Glass                            | 2:56 |
| 16. | "Tell Me What to Swallow" | Ethan Kath, Alice Glass                            | 2:14 |

## Pozycje na listach
| Lista (2008)               | Najwyższa pozycja |
| -------------------------- | ----------------- |
| French Albums Chart        | 175               |
| UK Albums Chart            | 47                |
| U.S. Top Electronic Albums | 6                 |
| U.S. Top Heatseekers       | 13                |
| U.S. Independent Albums    | 32                |

## Wyróżnienia
| Publikacja | Kraj | Wyróżnienie                      | Rok  | #   |
| ---------- | ---- | -------------------------------- | ---- | --- |
| NME        | UK   | 50 najlepszych albumów roku      | 2008 | #12 |
| NME        | UK   | Najlepszy debiutancki album roku | 2008 | #1  |
| NME        | UK   | Najlepszy album dekady           | 2009 | #39 |